# Cerro Apoquindo
Cerro Apoquindo är en kulle i Chile.   Den ligger i provinsen Provincia de Santiago och regionen Región Metropolitana de Santiago, i den södra delen av landet, 12 km nordost om huvudstaden Santiago de Chile. Toppen på Cerro Apoquindo är 877 meter över havet.
Terrängen runt Cerro Apoquindo är varierad, och sluttar västerut. Runt Cerro Apoquindo är det mycket glesbefolkat, med 2 invånare per kvadratkilometer.. Närmaste större samhälle är Santiago de Chile, 12,4 km sydväst om Cerro Apoquindo. 
Omgivningarna runt Cerro Apoquindo är i huvudsak ett öppet busklandskap.